# Landsmannschaft der Banater Schwaben
Die Landsmannschaft der Banater Schwaben e. V. ist ein deutscher Vertriebenenverband, der 1950 gegründet wurde. Der Verband vertritt in Deutschland  die Interessen der Banater Schwaben aus dem Teil des Banats, der 1920 infolge des Vertrags von Trianon an Rumänien angeschlossen wurde.

## Herkunft
Die Banater Schwaben sind eine deutsche Bevölkerungsgruppe im rumänischen Banat. Sie werden mit anderen deutschsprachigen Minderheiten aus dieser Region Südosteuropas unter dem Sammelbegriff Donauschwaben zusammengefasst. Ihre Vorfahren wurden von der Österreichischen Hofkammer seit Ende des 17. Jahrhunderts aus verschiedenen Teilen Süddeutschlands und Lothringens in der nach den Türkenkriegen teilweise entvölkerten und verwüsteten Pannonischen Tiefebene angesiedelt. Vor dem Ersten Weltkrieg war die Bevölkerungsgruppe auch als „Ungarländische Deutsche“ bekannt. Das Banat gehörte bis 1918 zusammen mit den anderen Siedlungsgebieten der Donauschwaben wie die westlich gelegene Batschka, die Schwäbische Türkei (heutiges Süd-Ungarn), Slawonien sowie die Region Sathmar (heutiges Nordwest-Rumänien, Kreis Satu Mare) zum Kaisertum Österreich bzw. zur Monarchie Österreich-Ungarn. Seit Ende des Ersten Weltkriegs bezeichnet man die aus dem rumänischen Teil des Banats stammenden Donauschwaben als Banater Schwaben, die spätestens nach der Rumänischen Revolution 1989 in überwiegender Zahl das Land meist nach Deutschland oder Österreich verließen.

## Organisation
Die Landsmannschaft, die Mitglied im Bund der Vertriebenen ist, gliedert sich in 6 Landes-, 63 Kreisverbänden, 115 Ortsgemeinschaften und die Deutschen Banater Jugend und Trachtengruppen, in denen sich die Jugend des Verbands organisiert. Die Bundesgeschäftsstelle hat ihren Sitz in München. Das Bundesland Baden-Württemberg übernahm die Patenschaft für den Verband.
2006 zählte die Vereinigung über 17.000 Mitglieder. Im Jahr 2020 lag die monatliche Auflage ihres Verbandsorgans Banater Post bei 15.000 Exemplaren.
| Alter zwischen                                | Mitgliederzahl |
| --------------------------------------------- | -------------- |
| 20–30                                         | 25             |
| 30–40                                         | 306            |
| 40–50                                         | 1072           |
| 50–60                                         | 2374           |
| 60–70                                         | 4289           |
| 70–80                                         | 4289           |
| 80–90                                         | 2053           |
| älter als 90                                  | 364            |
| Einige Mitglieder machten keine Altersangabe. |                |

### Landesverbände
- Landesverband Baden-Württemberg: 24 Kreisverbände und 6249 Mitglieder (Stand 2007)
- Landesverband Bayern: 29 Kreisverbände und 6489 Mitglieder (Stand 2007)
- Landesverband Berlin und Neue Bundesländer: 89 Mitglieder (Stand 2007)
- Landesverband Nordrhein-Westfalen: vier Kreisverbände und 702 Mitglieder (Stand 2007)
- Landesverband Rheinland-Pfalz: drei Kreisverbände und 892 Mitglieder (Stand 2007)
- Landesverband Saarland: 165 Mitglieder (Stand 2007)

### Weitere Einrichtungen
- Deutsche Banater Jugend und Trachtengruppen
- Hilfswerk der Banater Schwaben e. V.
- Kultur- und Dokumentationszentrum Ulm
- Heimathaus der Banater Schwaben in Würzburg

### Bundesvorsitzende
- Matthias „Matz“ Hoffmann (1949–1953)
- Anton Valentin (1953–1966)
- Michael Stocker (1966–1978)
- Josef „Sepp“ Schmidt (1978–1986)
- Jakob Laub (1986–2002)
- Bernhard Krastl (2002–2011)
- Peter-Dietmar Leber (seit 2011)

Der erste Geschäftsführer der Landsmannschaft war 1949 Hans Diplich.

## Tätigkeit
Vereinszweck und Tätigkeiten sind:
- Erforschung und Dokumentation der Geschichte der Banater Schwaben
- Herausgabe der Banater Post, Zeitung der Landsmannschaft der Banater Schwaben
- Brauchtumspflege der Volksgruppe – Unterstützung von Musik-, Theater- und allgemeinen Kulturgruppen (Sprach- und Mundartpflege)
  - Herausgabe und Vertrieb entsprechender Literatur
- Beratung in sozialen und rentenrechtlichen Fragen der Mitglieder
- Eingliederungshilfe zur Integration in die neue gesellschaftliche und soziale Umgebung

## Patenschaften
Der Verein und ihre einzelnen Untergliederungen erhielten im Laufe der Jahre und ihres Wirkens folgende Patenschaften (in chronologischer Reihenfolge):
- Patenschaft des Saarlandes, 9. Dezember 1967, für die Landsmannschaft der Banater Schwaben aus Rumänien in Deutschland e. V.
- Patenschaft der Stadt Leimen, 6. Juni 1987, für alle aus Deutsch-Stamora und Keglewitschhausen stammenden Deutschen
- Patenschaft der Stadt Ingolstadt, 19. September 1987, für die Landsmannschaft der Banater Schwaben - Landesverband Bayern
- Patenschaft des Landes Baden-Württemberg, 20. Mai 1998, für die Landsmannschaft der Banater Schwaben
- Patenschaft der Stadt Ulm, 15. Dezember 1998, für die Landsmannschaft der Banater Schwaben

## Kritik am Führungspersonal der Landsmannschaft
Der erste Geschäftsführer der Landsmannschaft von 1949, Hans Diplich, behinderte nach Mariana Hausleitner mit anderen „eine kritische Aufarbeitung der Kriegsjahre“. Die Historikerin identifizierte daneben mit Josef Schmidt und Anton Valentin noch weitere NSDAP-Funktionäre, die als Bundesvorstände in der Landsmannschaft „an vorderster Stelle in Erscheinung“ getreten waren.
Die Literaturnobelpreisträgerin Herta Müller beschrieb im Juli 2009 in einem Artikel in der "Zeit" eine langjährige und umfassende Zusammenarbeit zwischen zentralen Personen der Landsmannschaft und dem rumänischen Geheimdienst Securitate. Der banatschwäbische Schriftsteller Ernest Wichner vertritt eine ähnliche Ansicht. So sei der IM „Sorin“ der von 1992 bis 1998 als Kulturreferent der Banater Landsmannschaft tätige Walther Konschitzky gewesen, der dort nun ehrenamtlich arbeitet.
In einem Gespräch mit Deutschlandradio Kultur Ende 2009 erwähnte der Bundesgeschäftsführer der Landsmannschaft Peter-Dietmar Leber, dass es noch unklar sei, ob es tatsächlich Spitzel des rumänischen Geheimdienstes Securitate in den Reihen der Landsmannschaft gegeben habe: „Wir wissen es noch nicht, aber wir sind dabei, es zu prüfen.“ Den  Funktionsträgern des Verbandes seien hinsichtlich einer möglichen Mitarbeit bei der Securitate eidesstattliche Erklärungen abverlangt worden. Die Landsmannschaft stehe in Kontakt mit der Behörde zur Verwaltung und das Studium der Securitate-Akten in Bukarest (rumänisch Consiliul Naţional Pentru Studierea Arhivelor Securităţii (C.N.S.A.S.)). „Wir werden natürlich auch in die Archive gehen, wir werden nach Bukarest gehen, wir werden die Akten einsehen und wir werden aufklären“, erklärte Leber. Der Verband sei von dem Thema „kalt erwischt“ worden: „Wir sind einfach noch nicht so weit, uns fehlen nach wie vor die Fakten, und das ist das Problem.“ Einige Stimmen in der Landsmannschaft stuften die Vorfälle als verjährt ein. „Aber ich glaube, die meisten unserer Landsleute sind doch daran interessiert zu wissen, wie es tatsächlich gewesen ist. Also die Führung, der Vorstand der Landsmannschaft, ist an Fakten interessiert und will diese Fakten auch auf dem Tisch haben“, so Leber.